# Lijst van monumenten op Aruba
Onderstaande tabel geeft een overzicht van de monumenten op Aruba. De objecten worden getoond zoals deze zijn geregistreerd in het register, inclusief onderdelen van een kandidaat met nummer.
| Objectnummer | Omschrijving                      | Plaats        | Adres                              | Coördinaten                                    | Bouwjaar  | Afbeelding                    |
| ------------ | --------------------------------- | ------------- | ---------------------------------- | ---------------------------------------------- | --------- | ----------------------------- |
| 01-001       | Voormalig Havenkantoor            | Oranjestad    | A.M. Schuttestraat 2               | 12° 31' 6" NB, 70° 2' 15" WL Object op kaart   | 1940      | Meer afbeeldingen Upload foto |
| 01-002       | Waterreservoir                    | Oranjestad    | Arendstraat (Rancho)               | 12° 31' 19" NB, 70° 2' 15" WL Object op kaart  | 1905      | Meer afbeeldingen Upload foto |
| 01-003       | Landslaboratorium                 | Oranjestad    | Caya Ing R.H. Lacle 2              | 12° 31' 12" NB, 70° 1' 49" WL Object op kaart  |           | Meer afbeeldingen Upload foto |
| 01-004       | Reina Beatrix School              | Oranjestad    | G.Madurostraat 2                   | 12° 30' 53" NB, 70° 1' 56" WL Object op kaart  | 1950      | Meer afbeeldingen Upload foto |
| 01-005       | Maria Convent                     | Oranjestad    | J.E. Irausquinplein 2 A            | 12° 31' 22" NB, 70° 2' 5" WL Object op kaart   | 1920      | Meer afbeeldingen Upload foto |
| 01-006       | Gerechtsgebouw                    | Oranjestad    | J.G. Emanstraat 51                 | 12° 31' 18" NB, 70° 2' 9" WL Object op kaart   | 1936      | Meer afbeeldingen Upload foto |
| 01-007       | Watertoren Oranjestad             | Oranjestad    | J.G. Emanstraat 67                 | 12° 31' 16" NB, 70° 2' 2" WL Object op kaart   | 1939      | Meer afbeeldingen Upload foto |
| 01-008       | Kantoor Dow (1939)                | Oranjestad    | Lagoenweg 11                       | 12° 31' 2" NB, 70° 2' 4" WL Object op kaart    | 1939      | Meer afbeeldingen Upload foto |
| 01-009       | Gouvernementsgebouw               | Oranjestad    | L.G. Smith Boulevard 76            | 12° 31' 6" NB, 70° 2' 14" WL Object op kaart   | 1942      | Meer afbeeldingen Upload foto |
| 01-010       | N.V. Arend Petroleum Maatschappij | Oranjestad    | L.G. Smith Boulevard 172           | 12° 32' 1" NB, 70° 3' 12" WL Object op kaart   | 1927      | Meer afbeeldingen Upload foto |
| 01-011       | Fort Zoutman/Willem III Toren     | Oranjestad    | Oranjestraat/Zoutmanstraat         | 12° 31' 4" NB, 70° 2' 8" WL Object op kaart    | 1866      | Meer afbeeldingen Upload foto |
| 01-012       | Voormalig kantoor Dow             | Oranjestad    | Paardenbaaistraat 2                | 12° 31' 18" NB, 70° 2' 30" WL Object op kaart  | 1949      | Meer afbeeldingen Upload foto |
| 01-013       | Rancho_Kalkoven                   | Oranjestad    | Ranchostraat                       | 12° 31' 18" NB, 70° 2' 17" WL Object op kaart  | 1892      | Meer afbeeldingen Upload foto |
| 01-014       | Huisje Wild                       | Oranjestad    | Schelpstraat 12                    | 12° 31' 15" NB, 70° 2' 16" WL Object op kaart  | 1850      | Meer afbeeldingen Upload foto |
| 01-015       | Henriquez Pand (Stadskunukuhuis)  | Oranjestad    | Schelpstraat 36/38                 | 12° 31' 15" NB, 70° 2' 17" WL Object op kaart  |           | Meer afbeeldingen Upload foto |
| 01-016       | Archeologisch Museum              | Oranjestad    | Schelpstraat 40, 42 en 44          | 12° 31' 15" NB, 70° 2' 18" WL Object op kaart  | 1850      | Meer afbeeldingen Upload foto |
| 01-017       | John F Kennedy                    | Oranjestad    | Stadionweg 37/ L.G.Smith Blvd      | 12° 30' 33" NB, 70° 1' 36" WL Object op kaart  | 1950      | Meer afbeeldingen Upload foto |
| 01-018       | Gele Huis                         | Oranjestad    | Weststraat 15                      | 12° 31' 16" NB, 70° 2' 24" WL Object op kaart  | 1860      | Meer afbeeldingen Upload foto |
| 01-019       | School uit het jaar 1888          | Oranjestad    | Wilhelminastraat 6                 | 12° 31' 8" NB, 70° 2' 10" WL Object op kaart   | 1888      | Meer afbeeldingen Upload foto |
| 01-020       | Stadhuis van Oranjestad           | Oranjestad    | Wilhelminastraat 8                 | 12° 31' 8" NB, 70° 2' 9" WL Object op kaart    | 1925      | Meer afbeeldingen Upload foto |
| 01-021       | Politiebureau Oranjestad          | Oranjestad    | Wilhelminastraat 40                | 12° 31' 6" NB, 70° 2' 3" WL Object op kaart    | 1940      | Meer afbeeldingen Upload foto |
| 01-022       | Voormalig Landskantoor            | Oranjestad    | Zoutmanstraat 1                    | 12° 31' 9" NB, 70° 2' 13" WL Object op kaart   | 1910      | Meer afbeeldingen Upload foto |
| 01-023       | Voormalig Hotel Colombia          | Oranjestad    | Zoutmanstraat 13                   | 12° 31' 8" NB, 70° 2' 9" WL Object op kaart    | 1918      | Meer afbeeldingen Upload foto |
| 02-001       | Commandeurs Graven                | Noord         | Hato                               |                                                |           | Meer afbeeldingen Upload foto |
| 02-002       | Vuurtoren California              | Noord         | Hudishibana                        | 12° 36' 48" NB, 70° 3' 9" WL Object op kaart   | 1914      | Meer afbeeldingen Upload foto |
| 02-003       | Imeldahof                         | Noord         | Noord 2                            | 12° 33' 48" NB, 70° 1' 55" WL Object op kaart  |           | Meer afbeeldingen Upload foto |
| 03-001       | Politiebureau Savaneta            | Savaneta      | Savaneta 110                       | 12° 27' 6" NB, 69° 56' 59" WL Object op kaart  |           | Meer afbeeldingen Upload foto |
| 03-002       | Graven                            | Savaneta      | Savaneta 254 E                     | 12° 26' 58" NB, 69° 56' 48" WL Object op kaart |           | Meer afbeeldingen Upload foto |
| 04-001       | Uncle Louis Store                 | Sint Nicolaas | B.van der Veen Zeppenveldstraat 7  | 12° 26' 8" NB, 69° 54' 37" WL Object op kaart  | 1950      | Meer afbeeldingen Upload foto |
| 04-002       | Watertoren San Nicolas            | San Nicolaas  | Bernardstraat                      | 12° 26' 9" NB, 69° 54' 33" WL Object op kaart  | 1939      | Meer afbeeldingen Upload foto |
| 04-003       | Commandopost                      | San Nicolaas  | Weg naar kust batterij             | 12° 26' 18" NB, 69° 53' 23" WL Object op kaart | 1940      | Meer afbeeldingen Upload foto |
| 04-005       | Nicolaas Store                    | Sint Nicolaas | B.van der Veen Zeppenveldstraat 27 |                                                | 1930-1939 | Meer afbeeldingen Upload foto |
| 05-002       | Cas Tan Tin                       | Noord         | Pos Abou 19                        | 12° 32' 48" NB, 70° 2' 54" WL Object op kaart  | 1930      | Meer afbeeldingen Upload foto |
| 00-000       | Overige monumenten, Categorie 2   |               |                                    |                                                |           | Upload foto                   |

## Fotogalerij van overige monumenten (categorie 2)

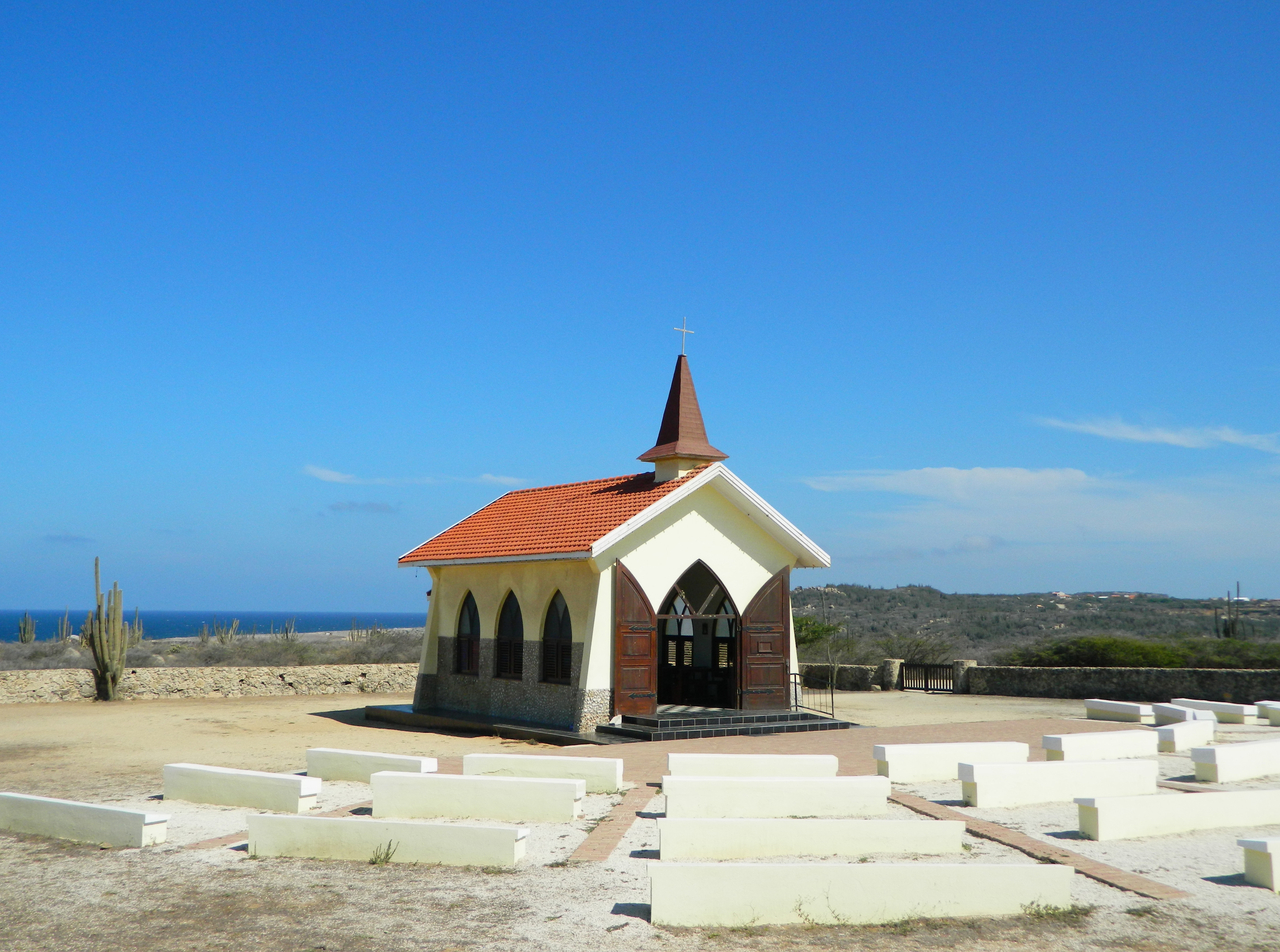
(meer afb) Alto Vista Kapel
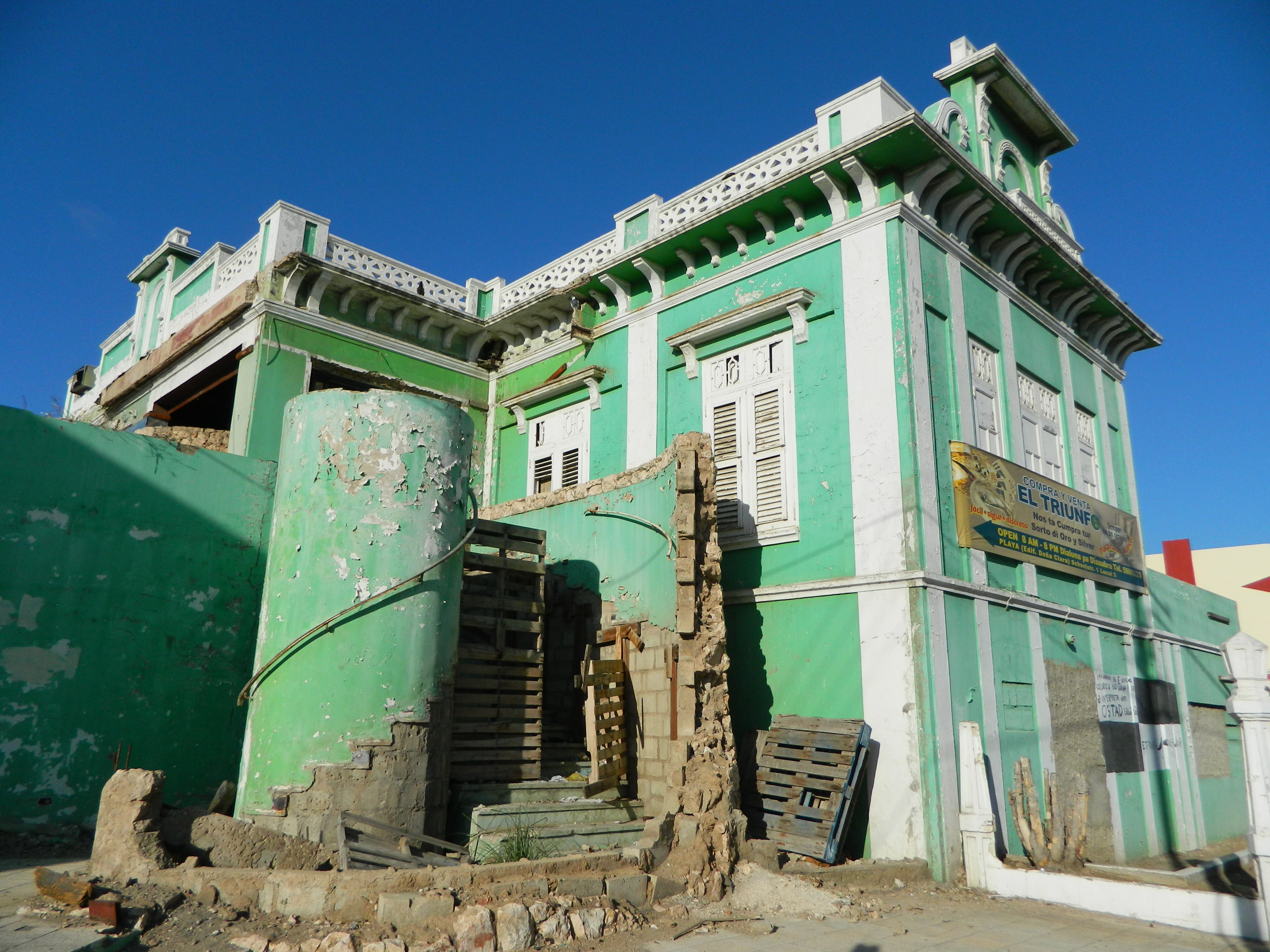
meer afb
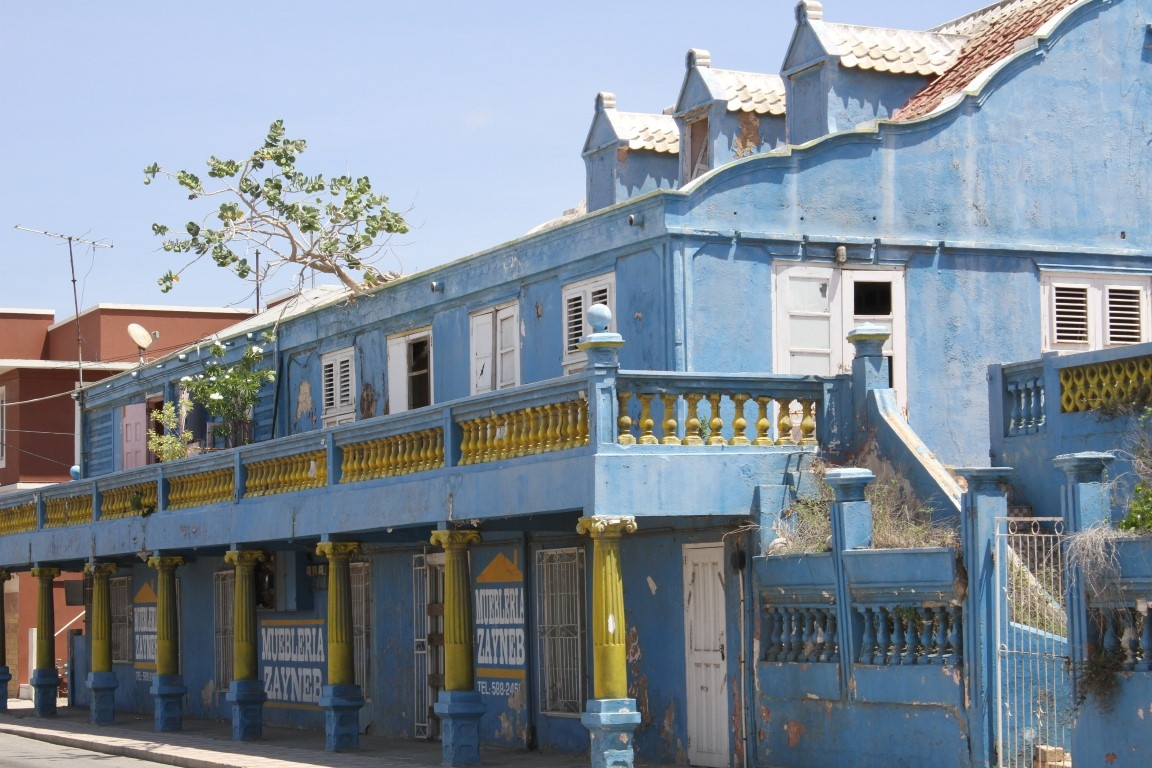
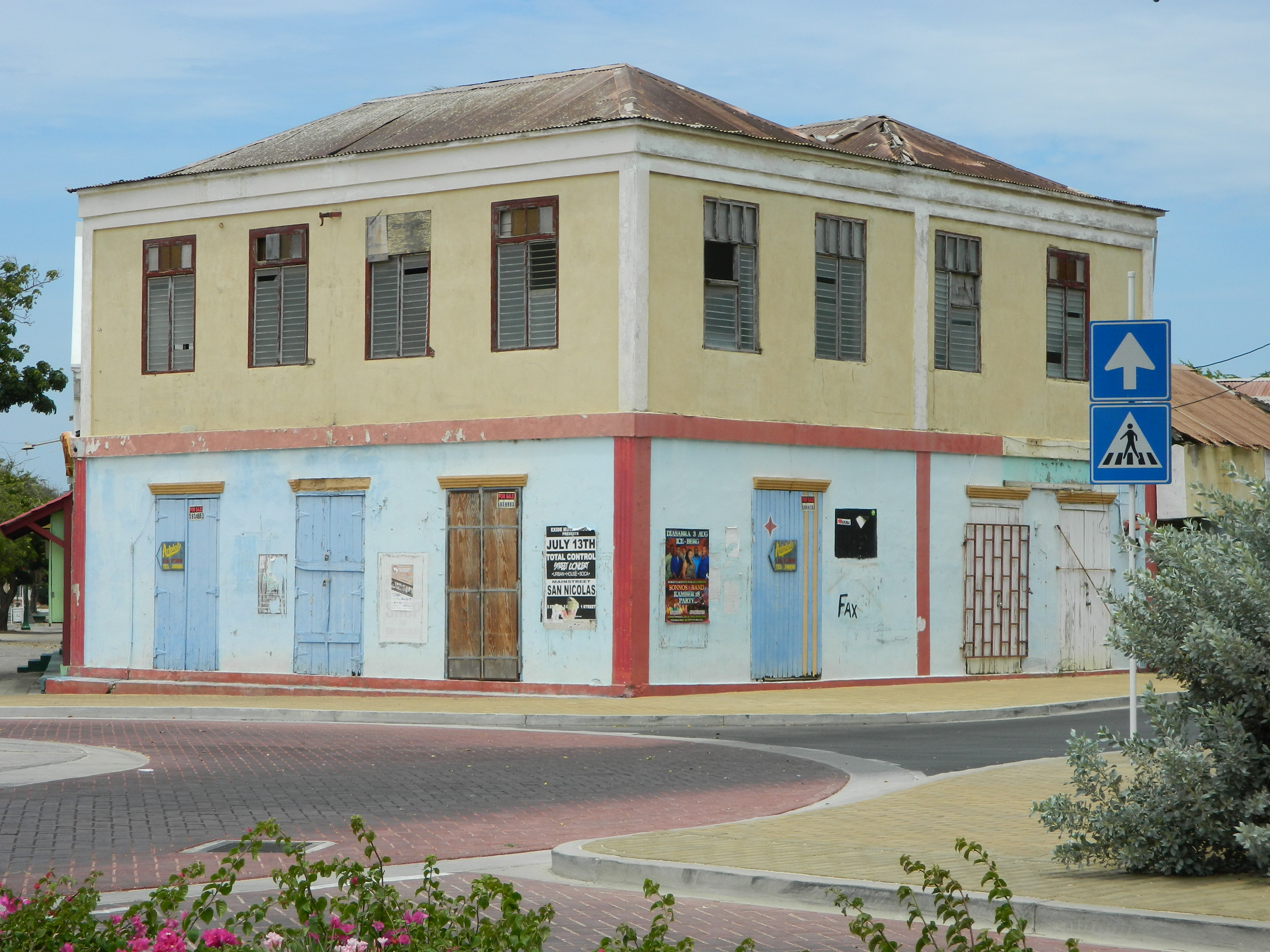
(meer afb) Nicolaas Store
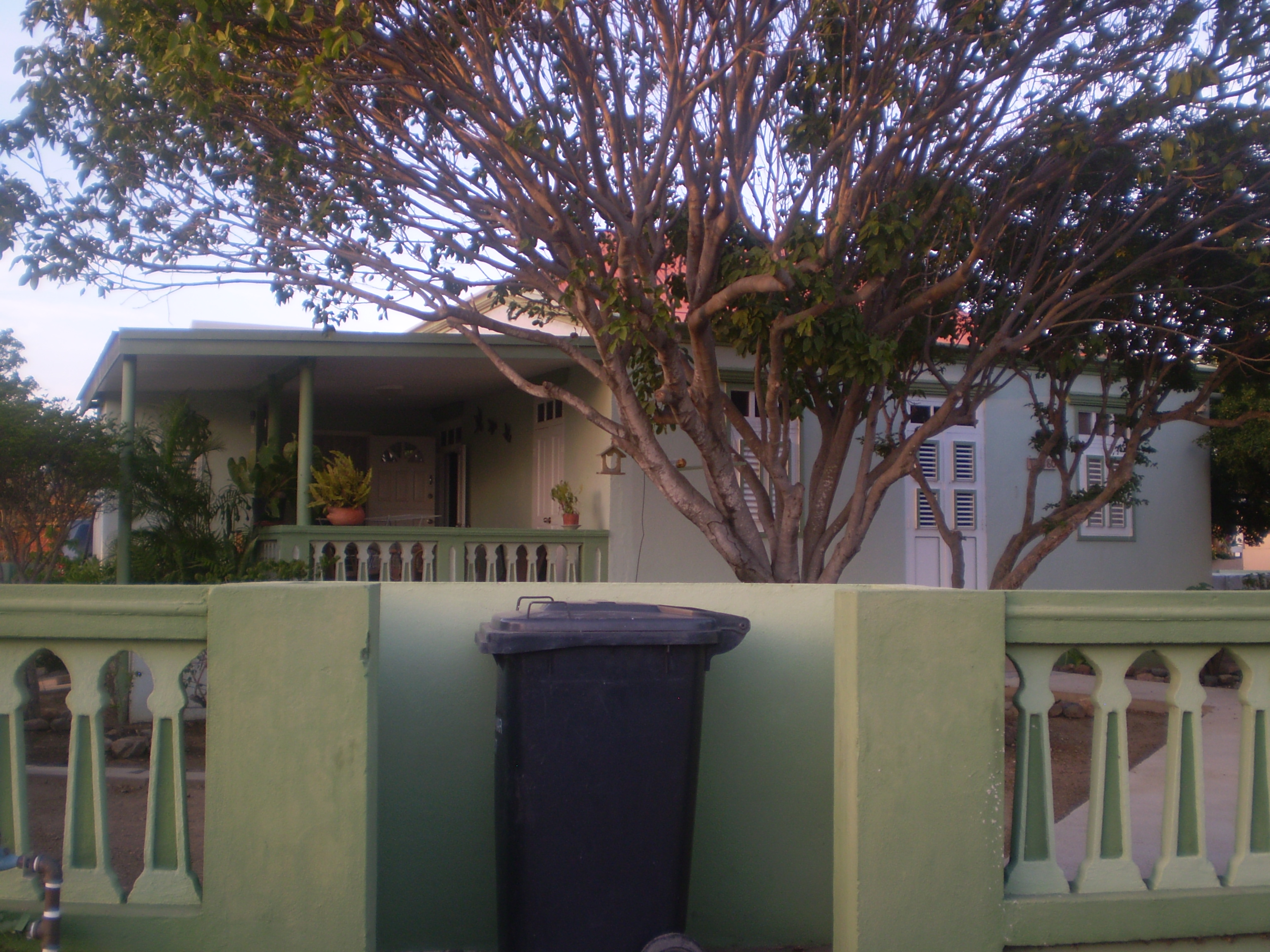
meer afb
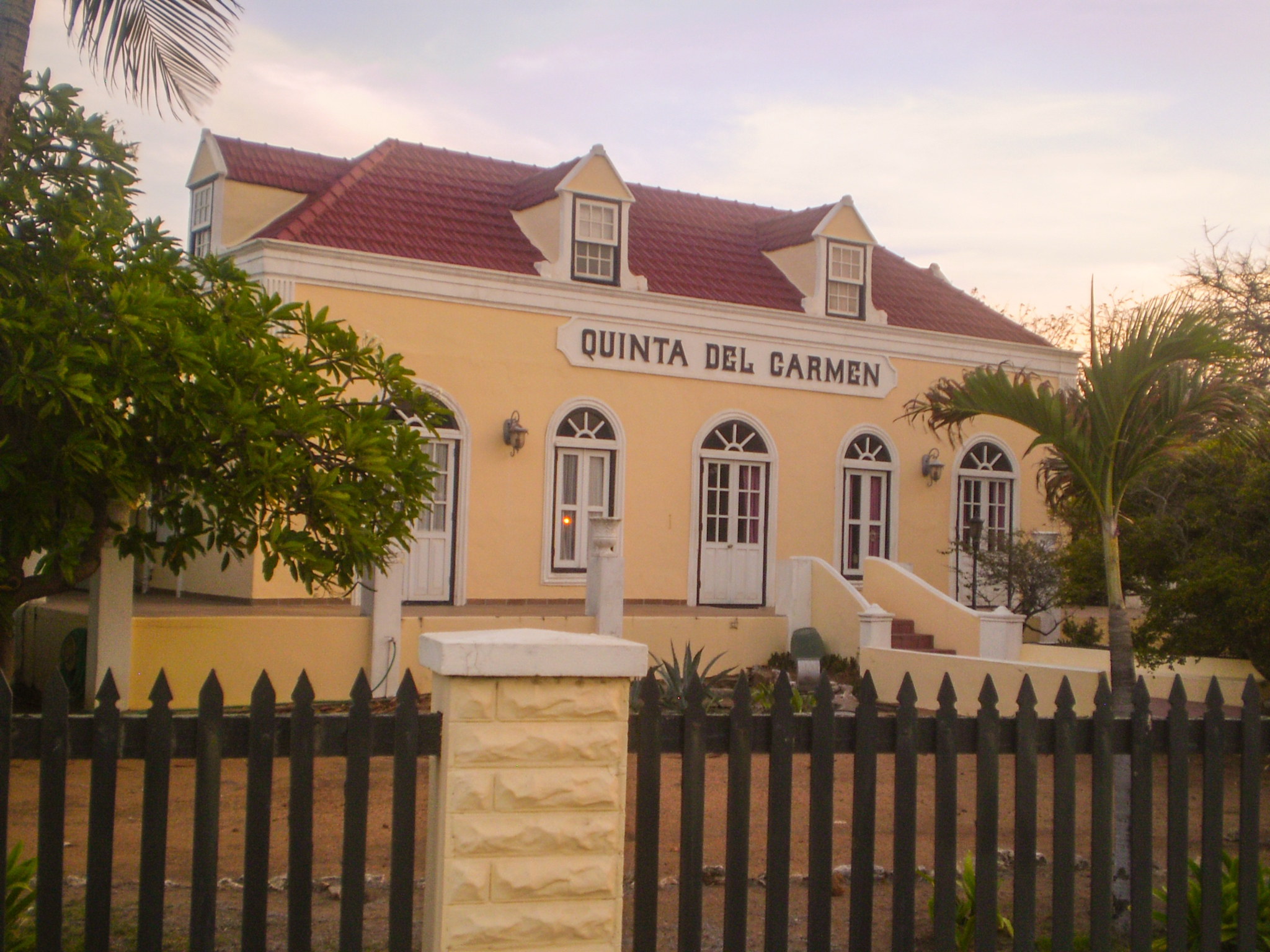
(meer afb) Quinta del Carmen te Bubali
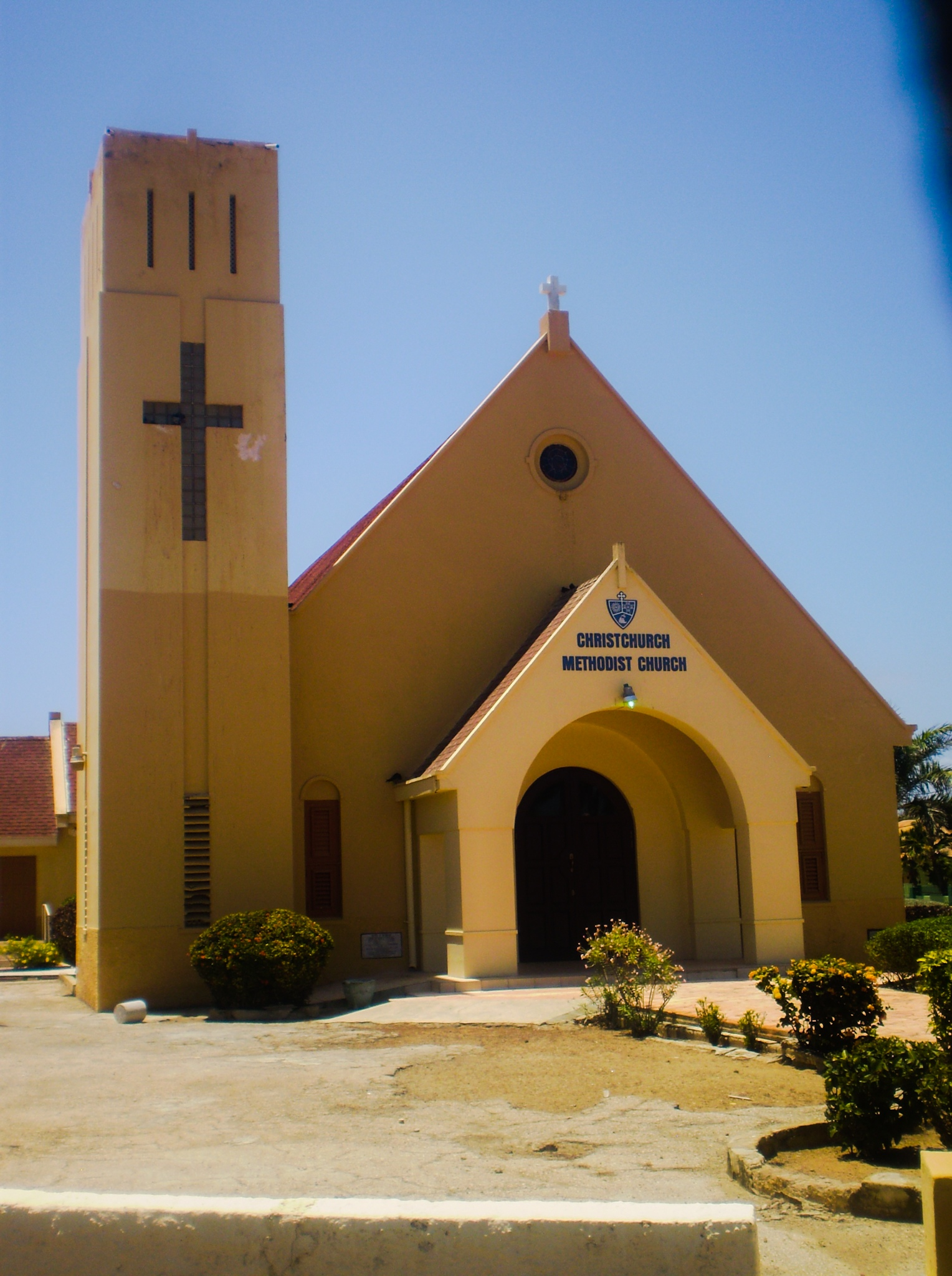
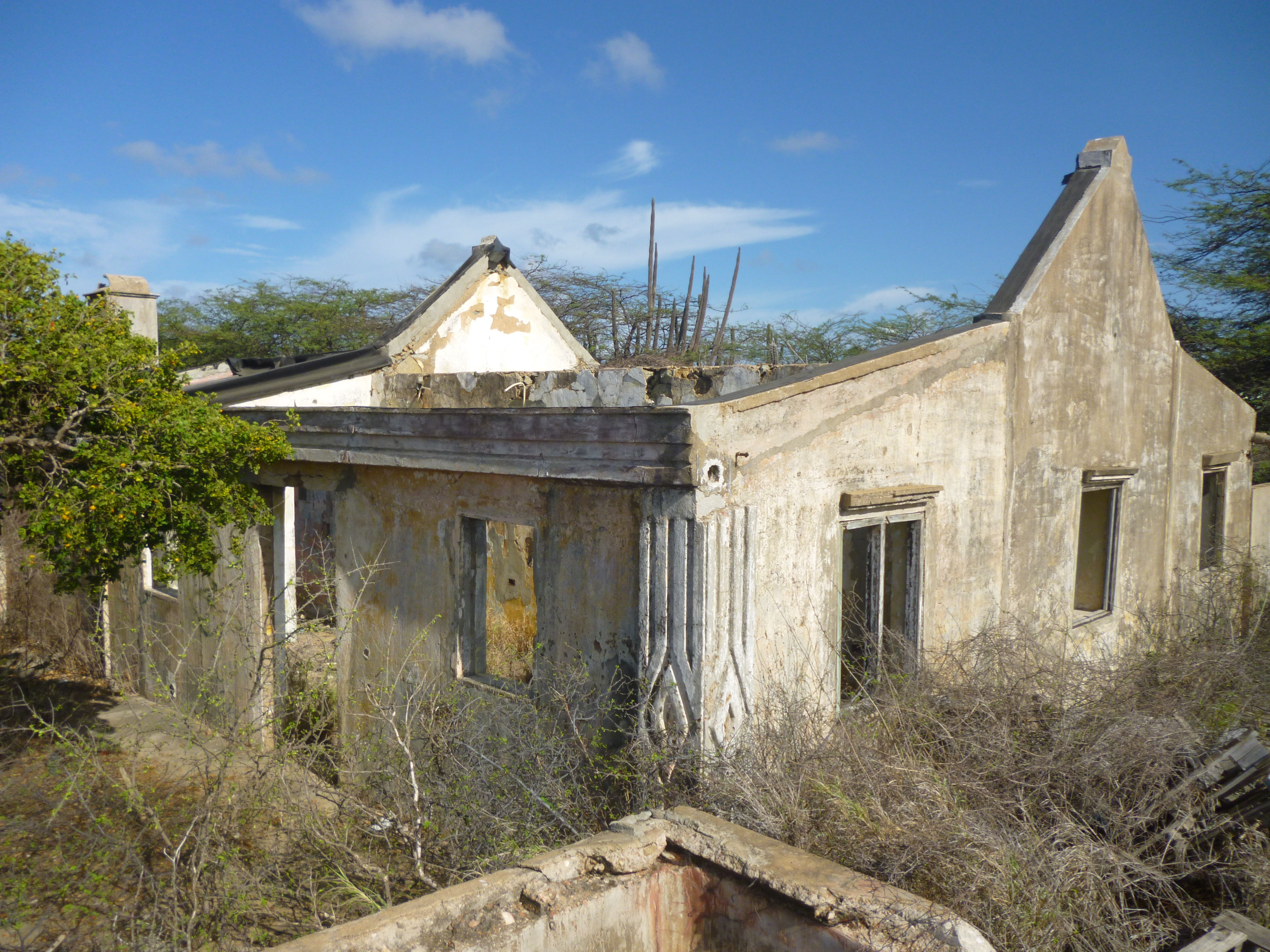
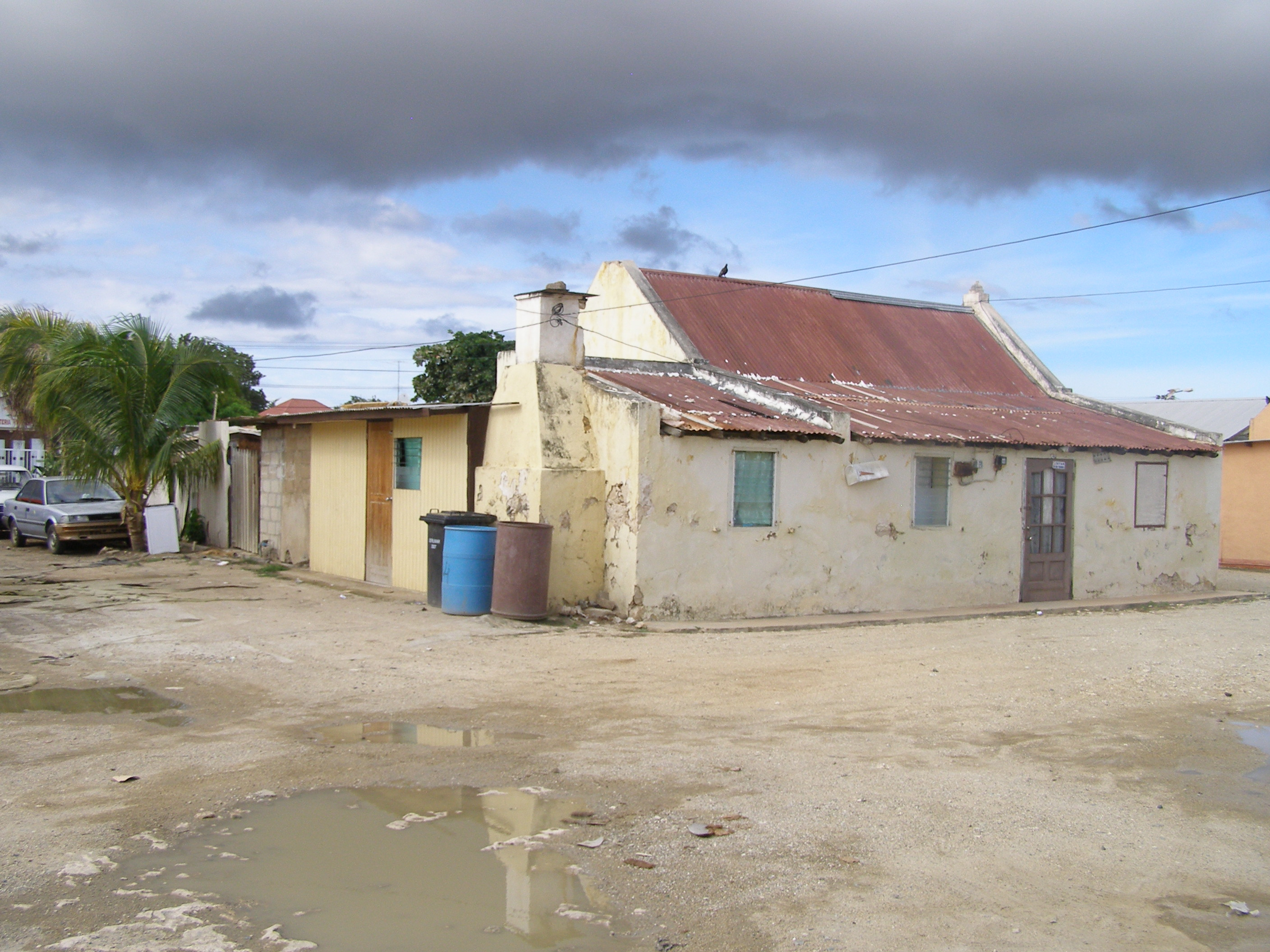
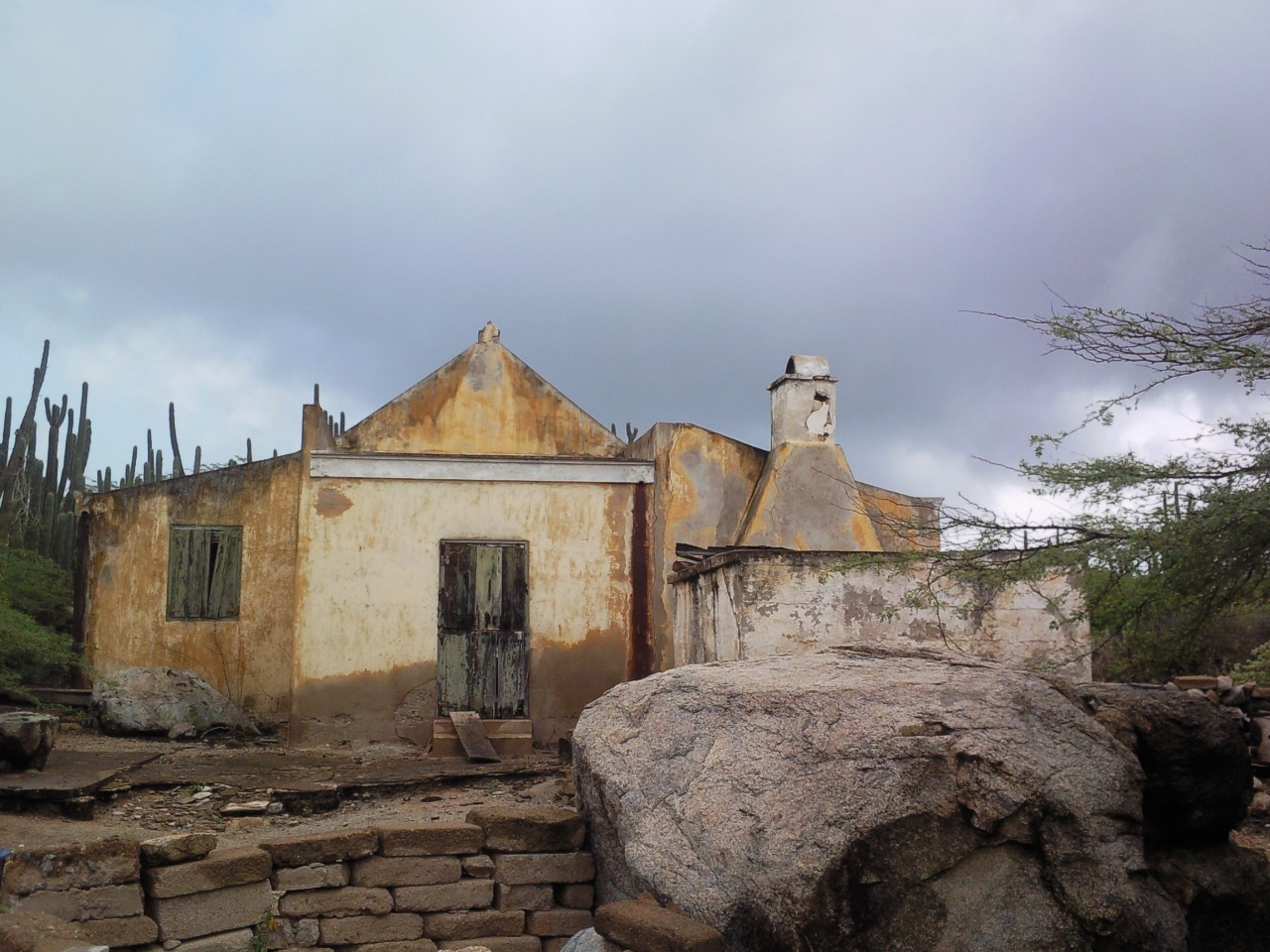

## Bron
- Arubaans erfgoed register